# شنبدی
شنبدی، یکی از محلات بندر بوشهر واقع در منطقه ۱ شهر بوشهر است. این محله، یکی از محله‌های بسیار قدیمی بندر بوشهر است.
خاندان آل عصفور پس از مهاجرت از کشور بحرین در این محله ساکن شدند. نام محله شنبدی از نام طایفه شنبدی گرفته شده‌است. بیشتر تجار کازرونی در این محله صاحب حجره و مغازه بودند. مسجد نو بوشهر (مسجد سیدالشهدا) و حسینیه کازرونی که به همت حاج سید محمدرضا کازرونی تاجر بوشهری تکمیل شده‌است از بناهای موجود در این محله است.
اماکن مهم
- مسجد نو بوشهر
- مسجد امام حسن عسکری (ع)(قصابها)
- مسجد ملک
- مسجد جمعه
- حسینیه سالار شهیدان (برحه کازرونی)
- کلیسای گریگوری
- مسجد المهدی (مسجد آقا کوچیکو)
- مسجد اصفهانیا (امروزه اثری از آن نیست)